# Ховард, Рейчел
Ре́йчел Хо́вард (англ. Rachel Howard; род. 1969, Изингтон, Дарем, Великобритания, живёт и работает в Лондоне) — современный британский художник.

## Биография
Рейчел Ховард выросла в семье квакеров. Она окончила Голдсмитский колледж в 1992, работала ассистентом Дэмиена Херста в 1992—1996.

## Творчество
В период с 2005 по 2008 год, после потери друга, посвятила ряд работ теме самоубийства, беря материалы с сайтов судебной тематики.
На протяжении ряда лет религия была одной из постоянно возникающих тем, её «Sin Paintings» была выставлена в Нью-Йорке в Bohen Foundation.
В период с 2005 по 2009 год Ховард работала над первым своим заказом, названным «Repetition is Truth — via dolorosa». Серия основана на традиции крестного хода, но также является более широким комментарием о человеческих правах и человеческой жестокости по отношению друг к другу.
Ховард пользуется бытовой глянцевой краской, создавая напряжение между утилитарностью материала и эмоциональным состоянием, которое выражают её работы. Она использует силу гравитации, чтобы направлять потоки краски, слои которой, комбинация точности и случайности определяют ландшафт работы. На живописи Ховард нет видимых мазков, линий, которые бы несли след прикосновения руки художника.

## Персональные выставки
| - 2010 Rachel Howard, Sala Pelaires, Пальма де Майорка, Испания - 2009 Der Wald, Haunch of Venison, Цюрих - 2008 Rachel Howard: invited by Philippa van Loon, Museum van Loon, Амстердам - 2008 How to Disappear Completely, New Work by Rachel Howard, Haunch of Venison, Лондон - 2007 Fiction/Fear/Fact, Bohen Foundation, Нью-Йорк | - 2007 New Paintings, Gagosian Gallery, Лос-Анджелес - 2003 Guilty, Bohen Foundation, Нью-Йорк - 2003 Can’t Breathe Without You, Anne Faggionato, Лондон - 2002 Tightrope, Shaheen Modern and Contemporary Art, Огайо - 2001 Painting 2001, Anne Faggionato, Лондон - 1999 New Paintings, A22 Gallery, Лондон |